# André Roberson
Pour les articles homonymes, voir Roberson.
André Lee Roberson, né le 4 décembre 1991 à Las Cruces au Nouveau-Mexique, est un joueur américain de basket-ball mesurant 1,99 m et évoluant au poste d'ailier.
Connu pour ses grandes qualités défensives, il est nommé dans la All-NBA Defensive Second Team en 2017.

## Biographie

### Carrière universitaire
Entre 2010 et 2013, il joue pour les Buffaloes du Colorado.

### Carrière professionnelle

#### Thunder d'Oklahoma City/66ers de Tulsa (2013-2020)
Roberson a été sélection à la 26e position de la draft 2013 de la NBA par les Timberwolves du Minnesota mais il est transféré au Thunder d'Oklahoma City le soir de la draft.
Le 12 juillet 2013, il signe son premier contrat professionnel avec le Thunder après avoir réalisé une bonne Summer League.
Durant sa première saison, il est envoyé plusieurs fois en D-League, chez les 66ers de Tulsa.
En juillet 2014, Roberson participe à la NBA Summer League 2014 avec le Thunder. Le 22 octobre 2014, le Thunder exerce le troisième année d'option d'équipe sur le contrat rookie de Roberson, le prolongeant jusqu'à la fin de la saison 2015-2016. Lors de la saison 2014-2015, il est l'arrière titulaire du Thunder. Le 18 décembre 2014, contre les Warriors de Golden State, il réalise son premier double-double en carrière en terminant la rencontre avec 10 points et 12 rebonds. Le 9 février 2015, il établit son record de points en carrière avec 12 unités contre les Nuggets de Denver.
Le 23 octobre 2015, le Thunder exerce la quatrième année d'option d'équipe sur le contrat rookie de Roberson, le prolongeant jusqu'à la fin de la saison 2016-2017. Il garde son poste d'arrière titulaire pour la saison 2015-2016. Le 23 décembre 2015, il bat son record de points en carrière avec 15 unités lors de la victoire 120 à 85 contre les Lakers de Los Angeles. Le 25 janvier 2016, il doit manquer trois semaines de compétition à cause d'une blessure au genou droit.
Le 27 janvier 2018, il se blesse au tendon rotulien du genou gauche, ce qui met fin à sa saison.
Le 21 novembre 2020, en fin de contrat, Roberson devient agent libre.

#### Nets de Brooklyn (fév. - mars 2021)
Le 16 février 2021, il s'engage avec les Nets de Brooklyn. Le 23 février 2021, Roberson est coupé par les Nets puis re-signé le 26 février 2021 avec un contrat de 10 jours afin de garantir le contrat qui était non-garanti jusqu'à la fin de la saison 2020-2021.

#### Cholet Basket (2024)
Le 5 septembre 2024, Roberson rejoint le Cholet Basket dans le championnat de France, en tant que pigiste médical pour pallier l'absence sur blessure d'Aaron Wheeler (en),. Après son contrat de deux mois, Roberson quitte Cholet, alors premier du championnat.

#### ASVEL Lyon-Villeurbanne (2024-2025)
Le 8 novembre 2024, il reste en France et signe avec l'ASVEL Lyon-Villeurbanne, à nouveau comme pigiste médical (d'Edwin Jackson, dont le retour est prévu pour fin décembre),. En décembre, Roberson est prolongé par l'ASVEL jusqu'à la fin de la saison 2024-2025.

#### Zénith Saint-Pétersbourg (depuis 2025)
Le 31 juillet 2025, Roberson signe avec l'équipe russe du Zénith Saint-Pétersbourg,.

## Palmarès

### En club

#### Universitaire
- Champion du Tournoi de la Conférence Pac-12 en 2012

#### NBA
- Champion de la Division Nord-Ouest de la NBA en 2014 et 2016

### Distinctions personnelles

#### Universitaire
- All-Pac-12 First team en 2013
- Pac-12 Défenseur de l'année en 2013

#### NBA
- All-NBA Defensive Second Team en 2017

## Statistiques en club

### Universitaires
| Saison    | Équipe   | Matchs | Titul. | Min./m | % Tir | % 3pts | % LF | Rbds/m. | Pass/m. | Int/m. | Ctr/m. | Pts/m. |
| --------- | -------- | ------ | ------ | ------ | ----- | ------ | ---- | ------- | ------- | ------ | ------ | ------ |
| 2010-2011 | Colorado | 38     | 0      | 22,3   | 58,0  | 34,3   | 55,3 | 7,82    | 0,87    | 1,34   | 1,11   | 6,74   |
| 2011-2012 | Colorado | 36     | 35     | 30,2   | 51,0  | 38,0   | 61,4 | 11,11   | 1,17    | 1,28   | 1,86   | 11,64  |
| 2012-2013 | Colorado | 31     | 30     | 33,4   | 48,0  | 32,8   | 55,1 | 11,19   | 1,42    | 2,16   | 1,32   | 10,87  |
| Total     | Total    | 105    | 65     | 28,3   | 51,6  | 35,0   | 58,2 | 9,94    | 1,13    | 1,56   | 1,43   | 9,64   |

### NBA

#### Saison régulière
| Saison    | Équipe        | Matchs | Titul. | Min./m | % Tir | % 3pts | % LF | Rbds/m. | Pass/m. | Int/m. | Ctr/m. | Pts/m. |
| --------- | ------------- | ------ | ------ | ------ | ----- | ------ | ---- | ------- | ------- | ------ | ------ | ------ |
| 2013-2014 | Oklahoma City | 40     | 16     | 10,0   | 48,5  | 15,4   | 70,0 | 2,35    | 0,38    | 0,47   | 0,25   | 1,88   |
| 2014-2015 | Oklahoma City | 67     | 65     | 19,2   | 45,8  | 24,7   | 47,9 | 3,81    | 1,04    | 0,79   | 0,43   | 3,40   |
| 2015-2016 | Oklahoma City | 70     | 70     | 22,2   | 49,6  | 31,1   | 61,1 | 3,59    | 0,67    | 0,76   | 0,60   | 4,81   |
| 2016-2017 | Oklahoma City | 79     | 79     | 30,1   | 46,4  | 24,5   | 42,3 | 5,10    | 1,00    | 1,19   | 1,00   | 6,61   |
| 2017-2018 | Oklahoma City | 39     | 39     | 26,6   | 53,7  | 22,2   | 31,6 | 4,74    | 1,18    | 1,15   | 0,90   | 4,97   |
| 2019-2020 | Oklahoma City | 7      | 0      | 12,4   | 27,6  | 21,4   | 50,0 | 3,86    | 0,57    | 0,14   | 0,43   | 2,86   |
| 2020-2021 | Brooklyn      | 5      | 0      | 12,6   | 14,3  | 12,5   | 50,0 | 3,00    | 0,80    | 0,60   | 0,20   | 1,20   |
| Total     | Total         | 307    | 269    | 22,2   | 47,3  | 25,3   | 46,8 | 4,01    | 0,86    | 0,87   | 0,65   | 4,50   |

Dernière mise à jour le 10 mars 2021.

#### Playoffs
| Saison | Équipe        | Matchs | Titul. | Min./m | % Tir | % 3pts | % LF | Rbds/m. | Pass/m. | Int/m. | Ctr/m. | Pts/m. |
| ------ | ------------- | ------ | ------ | ------ | ----- | ------ | ---- | ------- | ------- | ------ | ------ | ------ |
| 2014   | Oklahoma City | 2      | 0      | 4,4    | 0,0   | 0,0    | 0,0  | 1,00    | 0,00    | 0,00   | 0,00   | 0,00   |
| 2016   | Oklahoma City | 18     | 18     | 26,2   | 46,5  | 32,4   | 40,0 | 5,61    | 0,78    | 1,28   | 1,06   | 5,56   |
| 2017   | Oklahoma City | 5      | 5      | 37,1   | 52,2  | 41,2   | 14,3 | 6,00    | 1,80    | 2,40   | 3,40   | 11,60  |
| 2020   | Oklahoma City | 1      | 0      | 3,4    | 0,0   | 0,0    | 0,0  | 0,00    | 0,00    | 0,00   | 0,00   | 0,00   |
| Total  | Total         | 26     | 23     | 25,7   | 47,1  | 34,5   | 26,8 | 5,15    | 0,88    | 1,35   | 1,38   | 6,08   |

Dernière mise à jour le 25 septembre 2020.

### D-League/G-League
| Saison    | Équipe        | Matchs | Titul. | Min./m | % Tir | % 3pts | % LF | Rbds/m. | Pass/m. | Int/m. | Ctr/m. | Pts/m. |
| --------- | ------------- | ------ | ------ | ------ | ----- | ------ | ---- | ------- | ------- | ------ | ------ | ------ |
| 2013-2014 | Tulsa         | 17     | 17     | 31,7   | 51,6  | 31,2   | 45,9 | 9,65    | 1,59    | 2,47   | 1,29   | 15,88  |
| 2022-2023 | Oklahoma City | 14     | 0      | 19,4   | 52,3  | 15,4   | 44,4 | 5,50    | 1,29    | 1,50   | 0,71   | 5,36   |
| Total     | Total         | 31     | 17     | 26,1   | 51,7  | 26,7   | 45,7 | 7,77    | 1,45    | 2,03   | 1,03   | 11,13  |

## Records personnels sur une rencontre de NBA
Les records personnels d'André Roberson, officiellement recensés par la NBA sont les suivants :
| Type de statistique        | Saison régulière | Saison régulière                            | Saison régulière                | Playoffs | Playoffs                                            | Playoffs                    |
| Type de statistique        | Record           | Adversaire                                  | Date                            | Record   | Adversaire                                          | Date                        |
| -------------------------- | ---------------- | ------------------------------------------- | ------------------------------- | -------- | --------------------------------------------------- | --------------------------- |
| Points                     | 19               | Lakers de Los Angeles                       | 24 février 2017                 | 18       | @ Rockets de Houston                                | 16 avril 2017               |
| Paniers marqués            | 8                | Lakers de Los Angeles                       | 24 février 2017                 | 7        | Warriors de Golden State @ Rockets de Houston       | 24 mai 2016 16 avril 2017   |
| Paniers tentés             | 14               | Hawks d'Atlanta                             | 19 décembre 2016                | 12       | Warriors de Golden State @ Rockets de Houston       | 24 mai 2016 19 avril 2017   |
| Paniers à 3 points réussis | 3                | 3 fois                                      | 3 fois                          | 4        | @ Rockets de Houston                                | 16 avril 2017               |
| Paniers à 3 points tentés  | 9                | Hawks d'Atlanta                             | 19 décembre 2016                | 6        | @ Rockets de Houston                                | 16 avril 2017               |
| Lancers francs réussis     | 5                | Nuggets de Denver                           | 7 janvier 2017                  | 2        | 4 fois                                              | 4 fois                      |
| Lancers francs tentés      | 8                | Nuggets de Denver                           | 7 janvier 2017                  | 12       | Rockets de Houston                                  | 23 avril 2017               |
| Rebonds offensifs          | 6                | Mavericks de Dallas                         | 19 février 2015                 | 7        | @ Rockets de Houston                                | 19 avril 2017               |
| Rebonds défensifs          | 11               | Suns de Phoenix                             | 28 octobre 2016                 | 10       | Warriors de Golden State                            | 24 mai 2016                 |
| Rebonds totaux             | 12               | 3 fois                                      | 3 fois                          | 12       | Warriors de Golden State @ Warriors de Golden State | 24 mai 2016 30 mai 2016     |
| Passes décisives           | 5                | Nuggets de Denver                           | 1er novembre 2014               | 4        | Rockets de Houston @ Rockets de Houston             | 21 avril 2017 25 avril 2017 |
| Interceptions              | 5                | Suns de Phoenix @ Timberwolves du Minnesota | 28 octobre 2016 13 janvier 2017 | 5        | Warriors de Golden State                            | 24 mai 2016                 |
| Contres                    | 4                | 3 fois                                      | 3 fois                          | 5        | @ Rockets de Houston                                | 23 avril 2017               |
| Balles perdues             | 4                | 3 fois                                      | 3 fois                          | 3        | Warriors de Golden State Rockets de Houston         | 28 mai 2016 23 avril 2017   |
| Minutes jouées             | 42               | Pistons de Détroit                          | 24 novembre 2017                | 40       | Warriors de Golden State                            | 24 mai 2016                 |

- Double-double : 4 (dont 1 en playoffs)
- Triple-double : 0

Dernière mise à jour : 17 septembre 2020

## Salaires
| Année       | Équipe                  | Salaire      |
| ----------- | ----------------------- | ------------ |
| 2013-2014   | Thunder d'Oklahoma City | 1 110 840 $  |
| 2014-2015   | Thunder d'Oklahoma City | 1 160 880 $  |
| 2015-2016   | Thunder d'Oklahoma City | 1 210 800 $  |
| 2016-2017   | Thunder d'Oklahoma City | 2 183 072 $  |
| 2017-2018   | Thunder d'Oklahoma City | 9 259 259 $  |
| 2018-2019   | Thunder d'Oklahoma City | 10 000 000 $ |
| 2019-2020   | Thunder d'Oklahoma City | 10 740 741 $ |
| 2020-2021   | Nets de Brooklyn        | 152 839 $    |
| Total Gains | Total Gains             | 35 940 408 $ |

Note : * En 2017-2018, le salaire moyen d'un joueur évoluant en NBA est de 6 676 762 $.